# NGC 2663
NGC 2663 est une très vaste galaxie elliptique située dans la constellation de la Boussole.  NGC 2663 a été découverte par l'astronome américain Lewis Swift en 1886.

## Caractéristiques
Sa vitesse par rapport au fond diffus cosmologique est de 2 373 ± 32 km/s, ce qui correspond à une distance de Hubble de 35,0 ± 2,5 Mpc (∼114 millions d'al).
À ce jour, cinq mesures non basées sur le décalage vers le rouge (redshift) donnent une distance de 33,100 ± 8,226 Mpc (∼108 millions d'al), ce qui est à l'intérieur des valeurs de la distance de Hubble.

## Groupe de NGC 2663
NGC 2663 est la principale galaxie du groupe de NGC 2663 qui comprend les galaxies ESO 371-20 et ESO 371-24.